# Józef Przebindowski
Józef Przebindowski (ur. 24 stycznia 1836 w Półwsiach Zwierzynieckich, zm. 5 września 1917 w Krakowie) – polski rzeźbiarz i fotograf.

## Życiorys
W latach 1855–1861 studiował rzeźbę w Szkole Sztuk Pięknych w Krakowie (podówczas Szkoła Rysunku i Malarstwa). Później pracował w krakowskim zakładzie fotograficznym Walerego Rzewuskiego. Do nowej siedziby zakładu na Podwalu, otwartej w 1867 roku Józef Przebindowski wymodelował klamkę, której guzik przedstawiał „kamerę fotograficzną, a rękojeść osłonę, rzuconą na trójnóg tej kamery i trzymaną na szponach sokoła” (Czas Kraków 1867).
Artysta wystawiał w Towarzystwie Sztuk Pięknych w Krakowie m.in. w 1879 (Głowa Chrystusa), w 1881 (Madonna), w 1883 (Adam Mickiewicz), w 1885 w TPSP we Lwowie. Wykonywał plakiety i płaskorzeźby. W kościele św. Anny w Krakowie epitafium Feliksa Księżarskiego, w kościele św. Salwatora tablicę pamiątkową i medalion Władysława Ludwika Anczyca. Prace artysty znajdują się w Muzeum Narodowym w Krakowie.
Był stryjem artysty malarza Franciszka Przebindowskiego i stryjecznym dziadkiem artysty malarza, profesora ASP w Krakowie Zdzisława Przebindowskiego. Pochowany na cmentarzu Rakowickim w Krakowie (kwatera VI, pas wschodni).

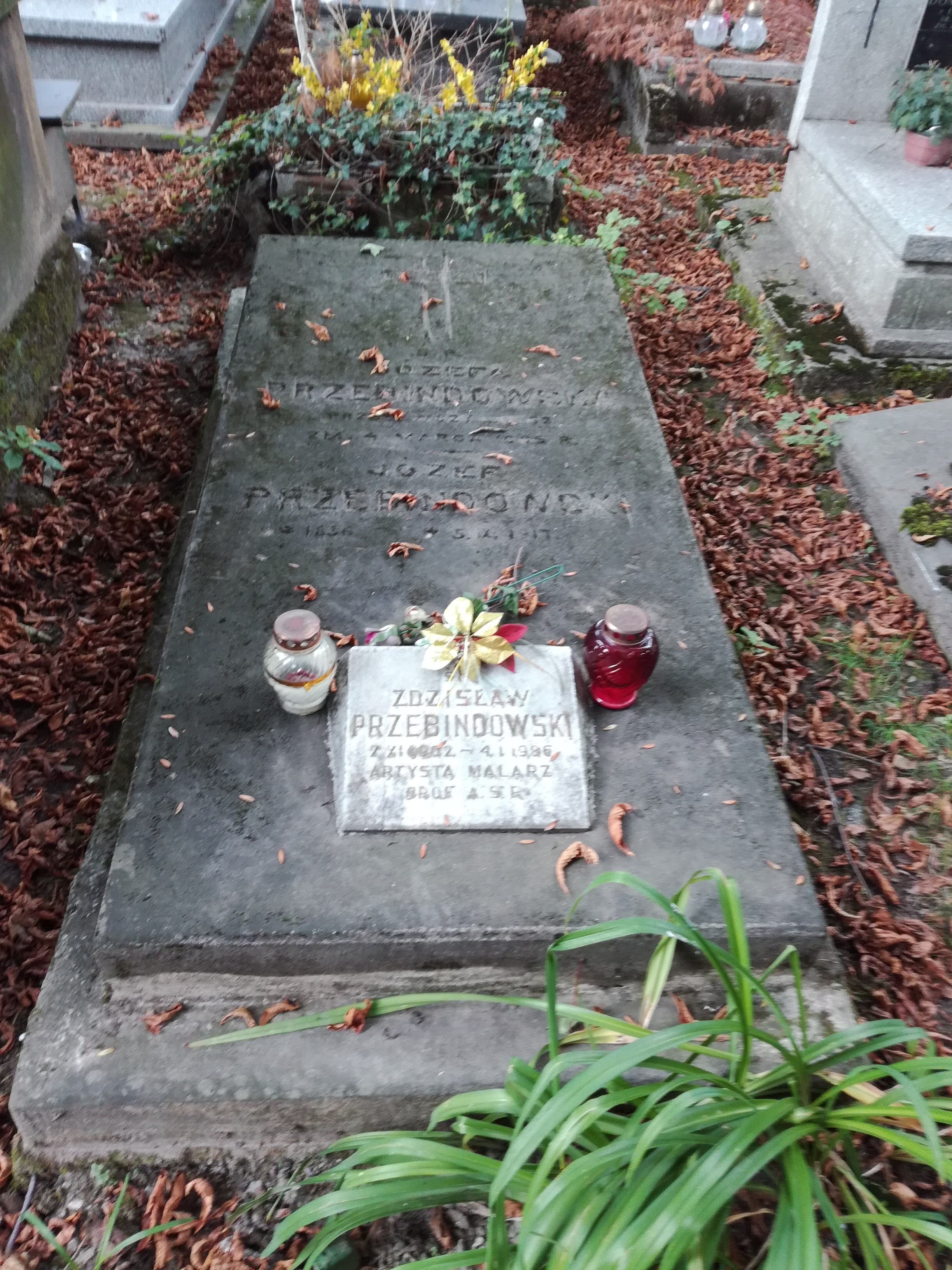
Grób Zdzisława i Józefa Przebindowskiego na cmentarzu Rakowickim w Krakowie